# Victor Vernicos
Victor Vernicos Jørgensen (Grieks: Βίκτορ Βερνίκος Γιούργκενσεν; Athene, 23 oktober 2006) is een Deens-Griekse zanger.

## Biografie
Victor Vernicos Jørgensen werd op 24 oktober 2006 geboren in de Griekse hoofdstad Athene uit een Griekse moeder en een Deense vader (rijke zakenman Lars Juul Jorgensen). Vernicos toonde al op vroege leeftijd een interesse in muziek en leerde gitaar en piano spelen. In 2020 bracht hij zijn eerste single uit, Apart.
In februari 2023 werd hij door de Griekse openbare omroep intern geselecteerd om Griekenland te vertegenwoordigen op het Eurovisiesongfestival 2023 in het Britse Liverpool. Daar slaagde hij er niet in de finale te bereiken, is slechts de derde NQ van Griekenland op het festival, en ook het slechtste resultaat tot nu toe in een halve finale met maar 14 punten (12 van Cyprus, 2 van Armenië).

## Familie
Victor komt uit een beroemde en rijke familie.
Zijn grootvader is miljardair Georgios Vernicos, voormalig minister van transport en oprichter, oud-CEO van Vernicos Shipping, Victor's tante Marina Vernicos is de huidige CEO van dat bedrijf 
1974: Marinella · 
1976: Mariza Koch · 
1977: Pascalis, Marianna, Robert & Bessy · 
1978: Tania Tsanaklidou · 
1979: Elpida · 
1980: Anna Vissi & Epikouri · 
1981: Yiannis Dimitras · 
1983: Kristi Stassinopoulou · 
1985: Takis Biniaris · 
1987: Bang · 
1988: Afroditi Frida · 
1989: Mariana Efstratiou · 
1990: Christos Callow & Wave · 
1991: Sophia Vossou · 
1992: Cleopatra · 
1993: Katerina Garbi · 
1994: Kostas Bigalis & The Sea Lovers · 
1995: Elina Konstantopoulou · 
1996: Mariana Efstratiou · 
1997: Marianna Zorba · 
1998: Thalassa · 
2001: Antique · 
2002: Michalis Rakintzis · 
2003: Mando · 
2004: Sakis Rouvas · 
2005: Elena Paparizou · 
2006: Anna Vissi · 
2007: Sarbel · 
2008: Kalomira · 
2009: Sakis Rouvas · 
2010: Giorgos Alkaios & Friends · 
2011: Loukas Giorkas feat. Stereo Mike · 
2012: Eleftheria Eleftheriou · 
2013: Koza Mostra feat. Agathonas Iakovidis · 
2014: Freaky Fortune feat. RiskyKidd · 
2015: Maria Elena Kiriakou · 
2016: Argo · 
2017: Demy · 
2018: Gianna Terzi · 
2019: Katerine Duska · 
2021: Stefania · 
2022: Amanda Tenfjord · 
2023: Victor Vernicos · 
2024: Marina Satti · 
2025: Klavdia